# Nemegtomaia
Nemegtomaia – rodzaj wymarłego dinozaura z nadrodziny owiraptorozaurów, żyjącego na terenach dzisiejszej Mongolii w epoce kredy późnej, około 70 milionów lat temu. Pierwszy okaz znaleziono w 1996 i na jego podstawie w 2004 stworzono nowy rodzaj i gatunek N. barsboldi, pierwotnie z nazwą rodzajową Nemegtia, zmienioną na Nemegtomaia w 2005, gdyż poprzednia nazwa była już zajęta. Pierwsza część nazwy rodzajowej odnosi się do Kotliny Nemegt, gdzie znaleziono pozostałości zwierzęcia. Druga część oznacza „dobrą matkę”, stanowiąc odniesienie do faktu opieki nad jajami przez owiraptorozaury. Epitet gatunkowy honoruje mongolskiego paleontologa Rinczena Barsbolda. W 2007 znaleziono dwa kolejne okazy, z których jeden pozostał na szczycie gniazda wypełnionego jajami.
Nemegtomaia mierzyła ok. 2 m długości, mogła ważyć ok. 40 kg. Jako owiraptorozaur mogła być opierzona. Miała głęboką, wąską i krótką czaszkę z łukowatym grzebieniem. Była bezzębna z krótkim pyskiem zakończonym papuzim dziobem i parą przypominających zęby wyrostków podniebienia. Kończyny górne kończyły się trzema palcami, z których pierwszy był największy i kończył się znacznym szponem. Nemegtomaia zalicza się do podrodziny ingenii, będąc jedynym jej przedstawicielem noszącym grzebień na czaszce. Choć posłużyła za argument za uznaniem owiraptorozaurów za nielotne ptaki, klad uznaje się generalnie za grupę nieptasich dinozaurów.
Gniazdujący okaz Nemegtomaia został znaleziony na szczycie prawdopodobnie pierścienia jaj, z rękami złożonymi w poprzek. Żadne z jaj nie jest kompletne, ale szacuje się je na 5–6 cm szerokości i 14–16 cm długości (za życia). Okaz znaleziono w warstwie stratygraficznej wskazującej na preferencję gniazdowania w bliskości strumieni dostarczających miękkiego, piaszczystego podłoża i pożywienia. Nemegtomaia mogła bronić swych jaj okrywając je piórami ogona i skrzydeł. Szkielet gniazdującego okazu doznał uszkodzeń wskazujących na pożywianie się zwłokami przez chrząszcze Dermestidae. Dieta owiraptorów nie jest pewna, ale ich czaszki przypominają najbardziej te należące do zwierząt roślinożernych bądź podejrzewanych o fitofagię. Nemegtomaia znana jest z formacji Nemegt i Barun Goyot, reprezentujących wilgotne i suche tereny, leżące obok siebie na tym samym obszarze.

## Budowa

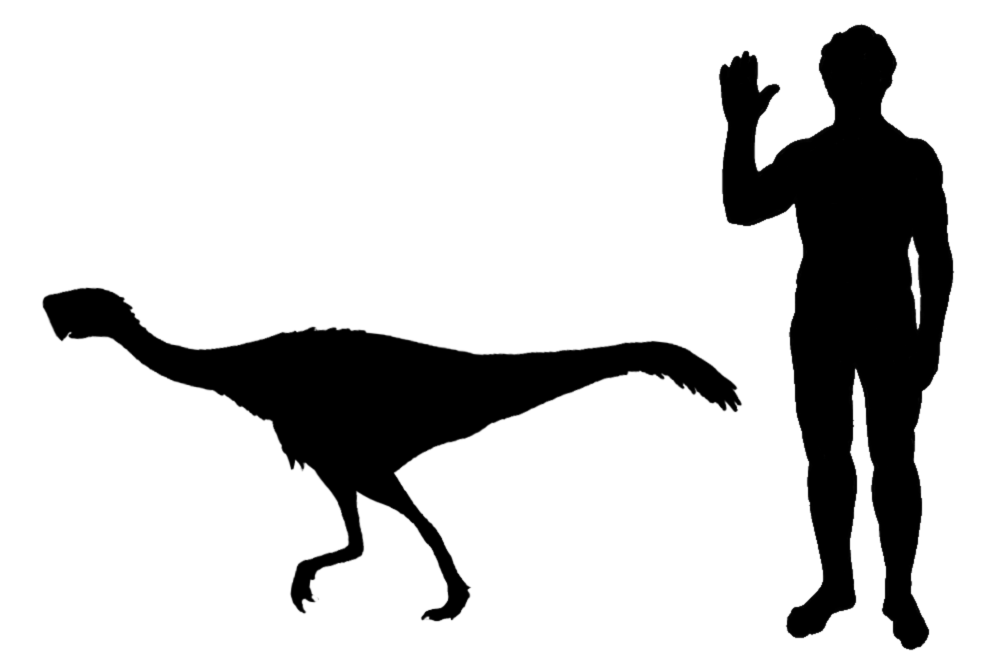
Porównanie wielkości Nemegtomaia i człowieka rozumnego

Długość Nemegtomaia szacuje się na 2 m, masę natomiast na 40 kg, bazując na ekstrapolacji z bardziej kompletnych szczątków pokrewnych taksonów. Jako owiraptorozaura prawdopodobnie pokrywały ją pióra. Wyrostki kolczyste kręgów szyjnych były krótkie, łuki kręgów zaś X-kształtne. Największe były z nich 3 środkowe. Łopatka mierzy 185 mm długości. Na kości ramiennej widnieje dół w miejscu takim, jak u współczesnych ptaków, nietypowo jednak dla owiraptorozaurów, długość jego wynosi 152 mm. Kość promieniowa prosta, owalna w przekroju, mierzyć może 144 mm długości. Pierwszy palec, względnie duży, masywniejszy od dwóch kolejnych, kończył się silnym paliczkiem dalszym. Drugi palec był nieznacznie dłuższy od poprzednika, trzeci natomiast najmniejszy. Górny brzeg kości biodrowej był prosty. Choć obie kości biodrowe zbliżały się do siebie, nie łączyły się ze sobą. Trzon kości łonowej skręcał do tyłu. Kość udowa szacowana jest na 286 mm długości, podczas gdy kość piszczelowa na 317 mm.

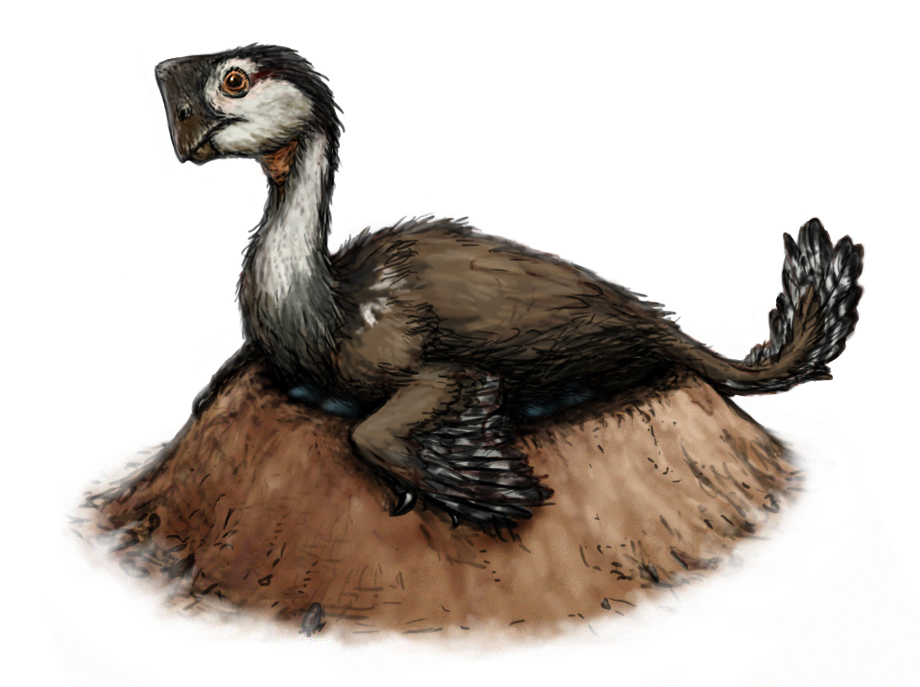
Rekonstrukcja osobnika gniazdującego

Czaszka Nemegtomaia była głęboka, wąska i krótka w porównaniu z resztą jej ciała. Osiągała 179 mm długości. Nosiła dobrze wykształcony grzebień, tworzony przez kości pyska: nosową i w większej części przez przedszczękową. Prawie pionowy przedni brzeg grzebienia tworzył kąt prawie że prosty z górnym brzegiem czaszki. W porównaniu z innymi owiraptorydami wyrostki nosowe kości przedszczękowej były ledwie widoczne z góry, gdzie łączyły się z kośćmi nosowymi w najwyższym punkcie grzebienia. Grzebień ten rozpościerał się do tyłu i do dołu, tworząc zaokrąglony łuk w najwyższym swym punkcie. Średnica oczodołu mierzyła 52 mm. Oczy wydawały się dużymi, gdyż czaszka była krótka. Zagłębienie przedoczodołowe do przodu od oka składało się z dwóch okien: dużego okna przedoczodołowego na tyle i małego okna szczękowego na przedzie. Nemegtomaia odróżniała się od innych owiraptorów kością czołową pośrodkowo w czaszce mierzącą około 25% długości kości ciemieniowej w kierunku przednio-tylnym. Nozdrza zewnętrzne były względnie niewielkie, leżały wysoko.
Nemegtomaia nie miała zębów. Jak inne owiraptory, miała krótki pysk z głębokim, dobrze zbudowanym i przypominającym papuzi dziobem. Podniebienie twarde formowały kości przedszczękowe, lemiesze i kości szczękowe, jak u innych owiraptorów. Podniebienie to było silnie wklęsłe, wystające w dół, w centralnej części widniała szczelina. Jak u innych owiraptorydów, para przypominających zęby wyrostków kierowała się z podniebienia w dół. Określa się je po angielsku mianem „pseudo-teeth”. Niewielkie otwory leżały po bokach szwu łączącego kości przedszczękowe na przedzie pyska, być może były to otwory odżywcze, wskazują one na obecność keratynowego dzioba. Żuchwa była krótka i głęboka, z wypukłą dolną powierzchnią. Mierzyła 153 mm długości. Kość zębowa miała 50 mm w najwyższym punkcie. Spojenie żuchwy było krótkie, głębokie i bardzo spneumatyzowane. Duży otwór żuchwowy leżał w przedniej części żuchwy. Jak u większości innych owiraptorydów, przód żuchwy odchylał się do dołu.

## Historia

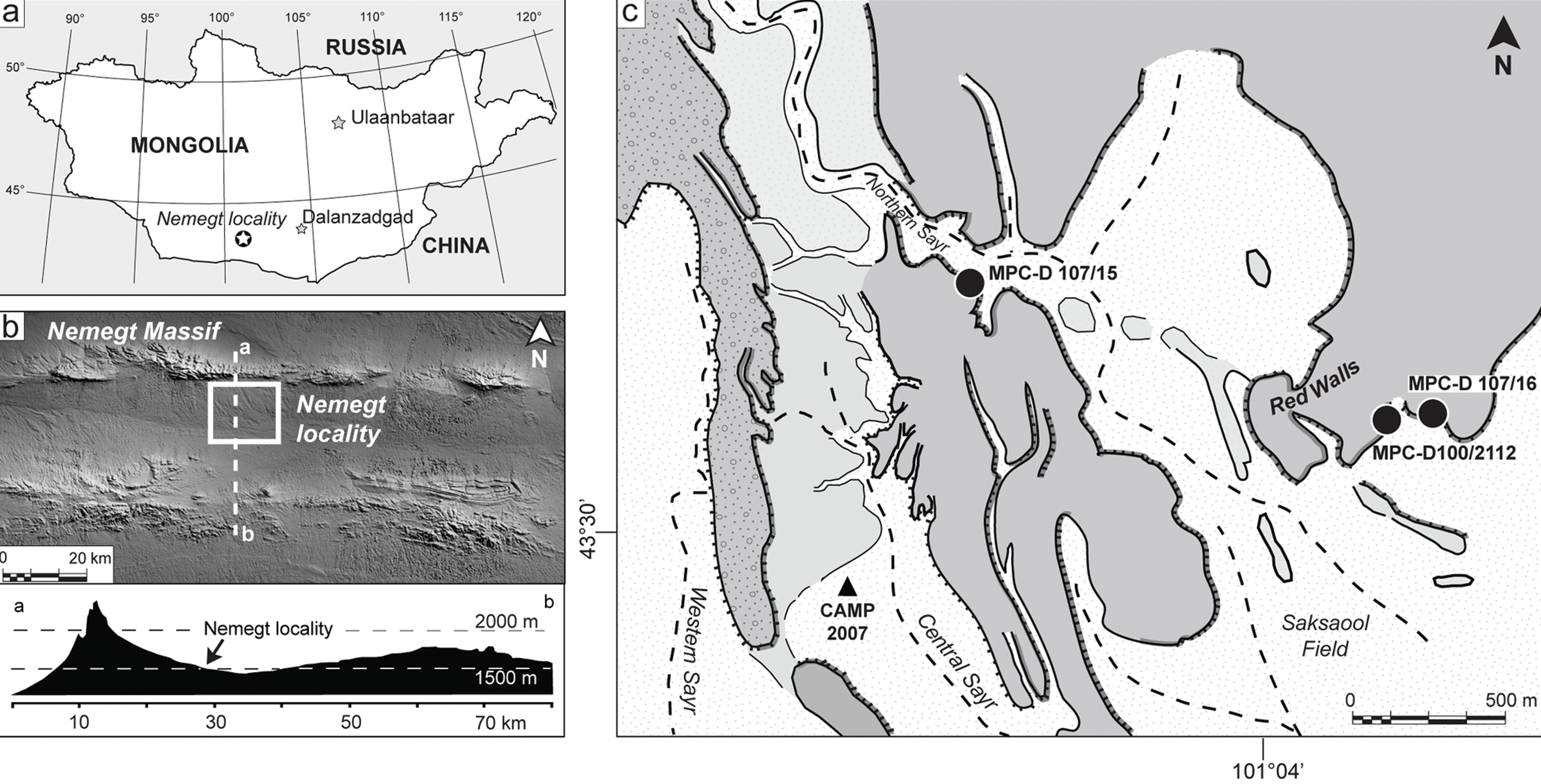
Mapa Nemegt (a, b) miejsce znalezienia Nemegtomaia (c)

W 1996 japoński paleontolog Yoshitsugu Kobayashi wchodzący w skład zespołu „Mongolian Highland International Dinosaur Project” znalazł niekompletny szkielet owiraptoryda w formacji Nemegt na pustyni Gobi w południowo-zachodniej Mongolii. Okaz, oznaczony jako MPC-D 100/2112 w Mongolian Palaeontological Center, a wcześniej PC i GIN 100/2112, obejmuje prawie kompletną czaszkę i częściowy szkielet, w tym kręgi szyjne, grzbietowe, kość krzyżową i kręgi ogonowe, lewą łopatkę, dystalne końce obu kości ramiennych, prawą kość promieniową, obie kości biodrowe, górne końce obu kości łonowych, obie kości kulszowe oraz proksymalny fragment kości udowej. Znalezisko opisał jako nowy okaz z rodzaju Ingenia (określono go jako nieznany bliżej gatunek tego rodzaju, I. sp.) chiński paleontolog Lü Junchang ze współpracownikami w 2002. Wykorzystano go do podkreślenia podobieństw między owiraptorozaurami a ptakami.

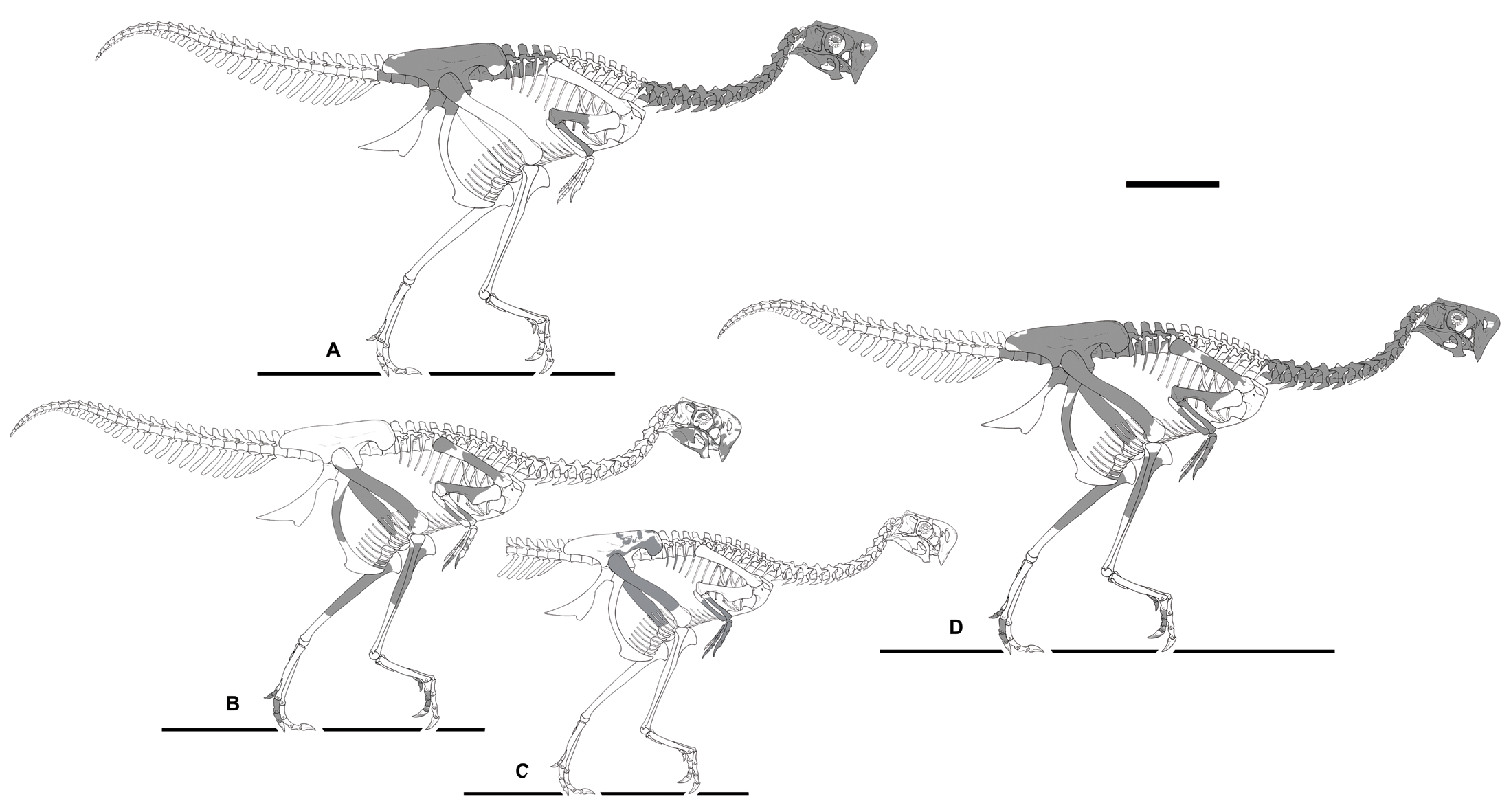
Zachowane elementy szkeletu trzech znanych okazów nemegtomai, złożone razem po prawej

W 2004 Lü i współpracownicy ustalili, że szkielet należy do nowego, odrębnego taksonu. Wskazali go jako holotyp Nemegtia barsboldi. Nazwa rodzajowa odnosi się do Kotliny Nemegt, a epitet gatunkowy honoruje mongolskiego paleontologa Rinczena Barsbolda, szefa zespołu, który znalazł okaz. W 2005 autorzy zorientowali się, że nazwa Nemegtia została już wcześniej użyta do określenia słodkowodnego małżoraczka z tej samej formacji, odkrytego w 1978, wobec czego jest już zajęta. Zaproponowali więc w zamian nazwę rodzajową Nemegtomaia („maia” oznacza po grecku „dobrą matkę”, wobec czego nowa nazwa znaczy „dobra matka z Nemegt”), odnosząc się do niedawnego wtedy odkrycia, że owiraptorydy raczej wysiadywały swe jaja, zamiast kraść jaja, chociaż wtedy nie znano jeszcze żadnych pozostałości gniazd ani jaj nemegtomai. Pierwszy znany członek rodziny owiraptorydów został bowiem znaleziony z gniazdem jaj, które pierwotnie uznano za złożone przez ceratopsa protoceratopsa. Z tego względu nazwano go w 1924 owiraptorem, czyli „złodziejem jaj”. W ostatniej dekadzie XX wieku odkryto więcej okazów owiraptorydów wraz z gniazdami i jajami, w środku których znaleziono także zarodki, i to należące do owiraptorydów. Wykazano w ten sposób, że jaja należały do samych owiraptorydów, a nie do ceratopsów. 

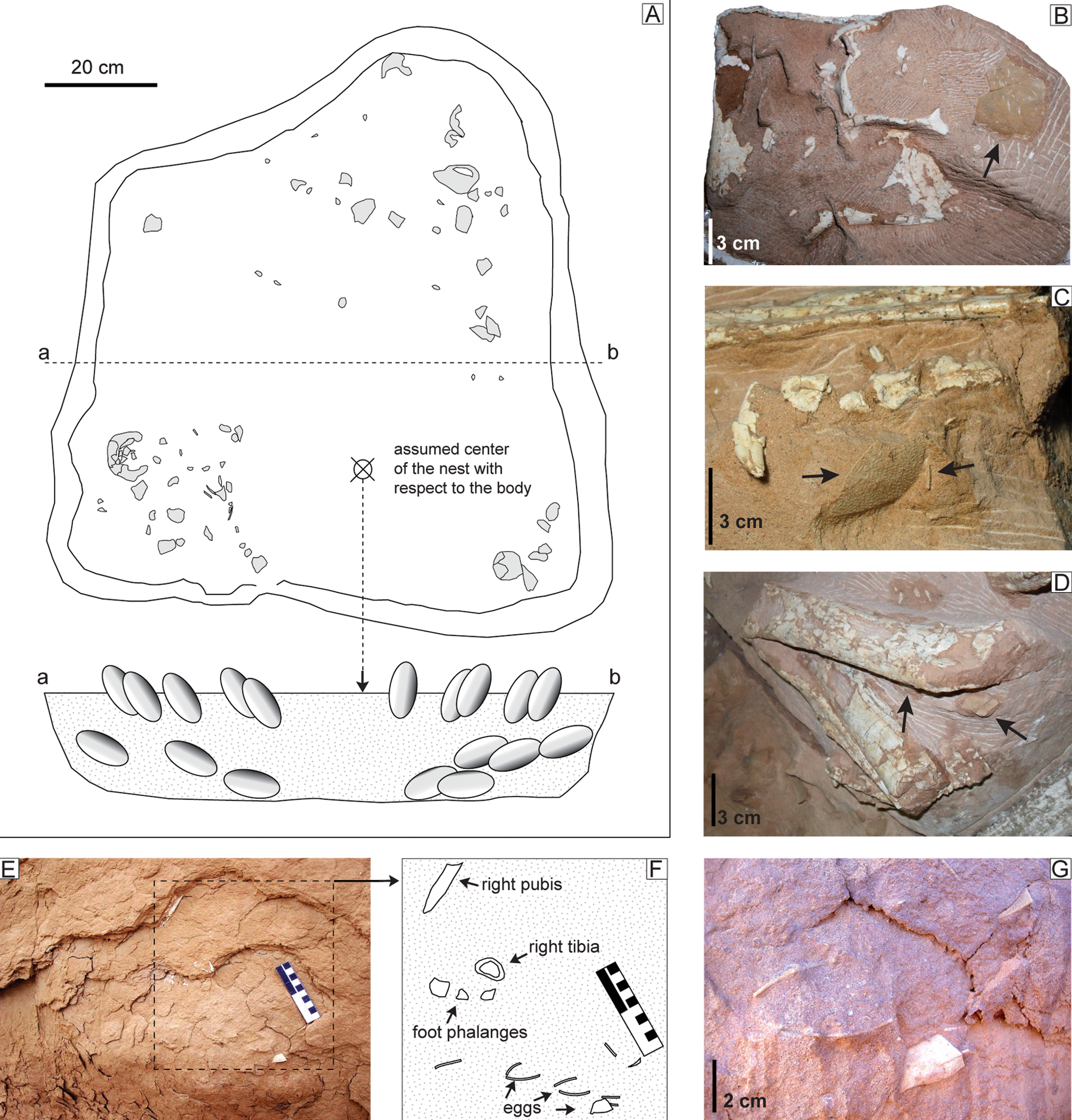
Gniazdo (A) i kości przykrywające jaja (B–D), okaz MPC-D 107/15

W 2007 znaleziono 2 nowe okazy Nemegtomaia. Dokonała tego ekspedycja „Dinosaurs of the Gobi”. Opisał je włoski paleontolog Federico Fanti ze współpracownikami (2013). Pierwszy okaz, MPC-D 107/15, zwany również „Mary”, został znaleziony przez Fantiego wśród czerwonych piaskowców formacji Barun Goyot i obejmuje on gniazdo z prawdopodobnym rodzicem na szczycie. Czyni to Nemegtomaia czwartym rodzajem owiraptoryda znalezionym na szczycie gniazda, po owiraptorze, Citipati i Machairasaurus, chociaż już wcześniej otrzymała nazwę rodzajową odnoszącą się do tej cechy owiraptorydów. Okaz wydobyto z pionowego klifu w trudnych warunkach, w ciężkim deszczu wśród spadających kamieni piaskowca. Zachowana część szkieletu obejmuje część czaszki, obie łopatki, lewe przedramię i rękę prawą kość ramienną, kości łonowe, kulszowe, udowe, piszczelowe, strzałkowe i dolne części obu stóp. Okaz ten znaleziony został mniej niż 500 m od holotypu. Był tej samej wielkości. Przypisano go Nemegtomaia z powodu podobieństw anatomicznych i bliskiego miejsca znalezienia. Znaleziony został w jednym bloku skalnym, w związku z czym zachowała się bliskość kości i jaj. Kolejny okaz, MPC-D 107/16, znaleziony został przez amerykańskiego paleontologa Nicholasa R. Longricha w formacji Nemegt. Składa się z rąk, częściowej lewej kości łokciowej i promieniowej, żeber, części miednicy i obu kości udowych. Okaz ten jest o 35% mniejszy od pozostałych. Przypisano go do Nemegtomaia z powodu tych samych cech co MPC-D 107/15. Możliwe, że ręce należą do innego osobnika, jako że znaleziono je bez połączeń stawowych z resztą szkieletu (inne owiraptorydy znane są z kamieniołomów zawierających liczne szkielety), nie można jednak tego potwierdzić.

## Systematyka
W analizie filogenetycznej opublikowanej w 2004 Lü i współpracownicy uznali Nemegtomaia za zaawansowanego ewolucyjnie owiraptorozaura, najbliżej spokrewnionego z Citipati. W 2010 Longrich i współpracownicy ustalili przynależność Nemegtomaia do rodziny owiraptorów i podrodziny ingenii, co czyniłoby Nemegtomaia jedynym członkiem tej ostatniej grupy z wydatnym grzebieniem. Członkowie innej podrodziny, Oviraptorinae, wszyscy nosili grzebienie. Ingenie odróżniają się od nich mniejszą wielkością, krótkimi, ale solidnie zbudowanymi kończynami przednimi o słabo zakrzywionych szponach, ilością kręgów w synsakrum, jak też pewnymi cechami miednicy i stopy. Longrich i inni zasugerowali, że obecność grzebienia u Nemegtomaia wskazuje na wielokrotną ewolucję i zanikanie tej cechy u owiraptorydów lub też na przynależność rodzaju do ingenii.
W 2012 Fanti i współpracownicy także stwierdzili, że Nemegtomaia należy do Ingeniinae (jako ich zaawansowany ewolucyjnie przedstawiciel, najbliższy Heyuannia) w związku z proporcjami rąk dwóch nowych okazów (względnie krótkich z solidnie zbudowanymi pierwszym palcem). Stwierdzili też, że choć obecność grzebienia wiąże się ogólnie raczej z owiraptorynami, niż z ingeniami, cecha ta może korelować z wiekiem bądź dojrzałością. Zauważyli, że kości nosowe i czołowe zaliczanego do ingenii konchoraptora były pneumatyczne i mogły potencjalnie rozrastać się w grzebień wraz z dorastaniem zwierzęcia, ale wszystkie znane szkielety są tej samej małej wielkości, a jeden tylko okaz wydaje się w pełni wyrośnięty. Kladogram poniżej prezentuje pozycję wśród Oviraptoridae wedle Fanti et al., 2012:

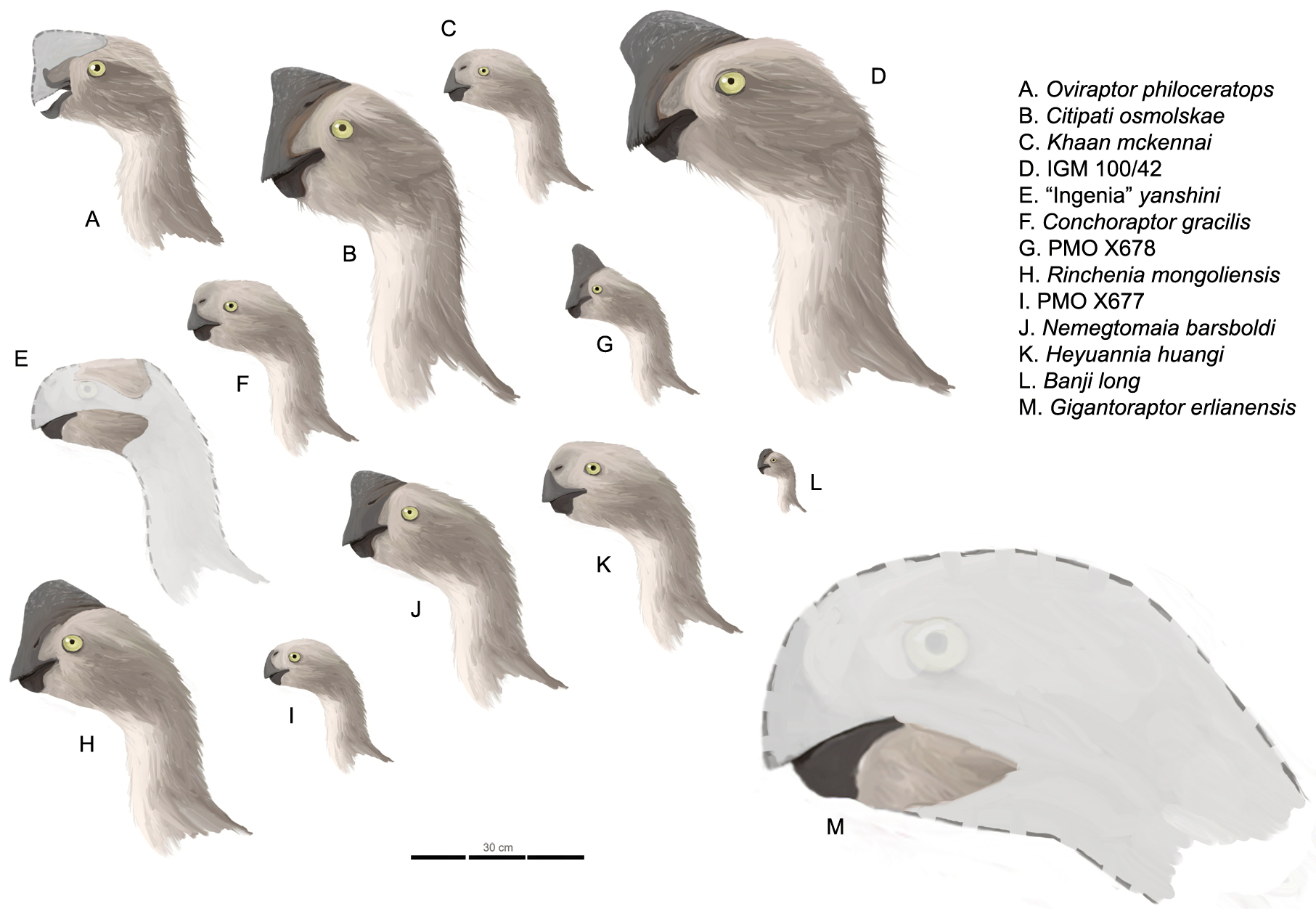
Głowy owiraptorydów w tej samej skali, Nemegtomaia oznaczona literą J

|  | Rinchenia |
|  |           |
|  | Citipati  |
|  |           |

|         | „Ingenia” (=Ajancingenia)                                 |
|         |                                                           |
| unnamed | \| \| Nemegtomaia \| \| \| \| \| \| Heyuannia \| \| \| \| |
|         | \| \| Nemegtomaia \| \| \| \| \| \| Heyuannia \| \| \| \| |
|         | Nemegtomaia                                               |
|         |                                                           |
|         | Heyuannia                                                 |
|         |                                                           |

|  | Nemegtomaia |
|  |             |
|  | Heyuannia   |
|  |             |

|         | „Ingenia” (=Ajancingenia)                                 |
|         |                                                           |
| unnamed | \| \| Nemegtomaia \| \| \| \| \| \| Heyuannia \| \| \| \| |
|         | \| \| Nemegtomaia \| \| \| \| \| \| Heyuannia \| \| \| \| |
|         | Nemegtomaia                                               |
|         |                                                           |
|         | Heyuannia                                                 |
|         |                                                           |

|  | Nemegtomaia |
|  |             |
|  | Heyuannia   |
|  |             |

|         | „Ingenia” (=Ajancingenia)                                 |
|         |                                                           |
| unnamed | \| \| Nemegtomaia \| \| \| \| \| \| Heyuannia \| \| \| \| |
|         | \| \| Nemegtomaia \| \| \| \| \| \| Heyuannia \| \| \| \| |
|         | Nemegtomaia                                               |
|         |                                                           |
|         | Heyuannia                                                 |
|         |                                                           |

|  | Nemegtomaia |
|  |             |
|  | Heyuannia   |
|  |             |

|         | „Ingenia” (=Ajancingenia)                                 |
|         |                                                           |
| unnamed | \| \| Nemegtomaia \| \| \| \| \| \| Heyuannia \| \| \| \| |
|         | \| \| Nemegtomaia \| \| \| \| \| \| Heyuannia \| \| \| \| |
|         | Nemegtomaia                                               |
|         |                                                           |
|         | Heyuannia                                                 |
|         |                                                           |

|  | Nemegtomaia |
|  |             |
|  | Heyuannia   |
|  |             |

|         | „Ingenia” (=Ajancingenia)                                 |
|         |                                                           |
| unnamed | \| \| Nemegtomaia \| \| \| \| \| \| Heyuannia \| \| \| \| |
|         | \| \| Nemegtomaia \| \| \| \| \| \| Heyuannia \| \| \| \| |
|         | Nemegtomaia                                               |
|         |                                                           |
|         | Heyuannia                                                 |
|         |                                                           |

|  | Nemegtomaia |
|  |             |
|  | Heyuannia   |
|  |             |

|         | „Ingenia” (=Ajancingenia)                                 |
|         |                                                           |
| unnamed | \| \| Nemegtomaia \| \| \| \| \| \| Heyuannia \| \| \| \| |
|         | \| \| Nemegtomaia \| \| \| \| \| \| Heyuannia \| \| \| \| |
|         | Nemegtomaia                                               |
|         |                                                           |
|         | Heyuannia                                                 |
|         |                                                           |

|  | Nemegtomaia |
|  |             |
|  | Heyuannia   |
|  |             |

|         | „Ingenia” (=Ajancingenia)                                 |
|         |                                                           |
| unnamed | \| \| Nemegtomaia \| \| \| \| \| \| Heyuannia \| \| \| \| |
|         | \| \| Nemegtomaia \| \| \| \| \| \| Heyuannia \| \| \| \| |
|         | Nemegtomaia                                               |
|         |                                                           |
|         | Heyuannia                                                 |
|         |                                                           |

|  | Nemegtomaia |
|  |             |
|  | Heyuannia   |
|  |             |

|         | „Ingenia” (=Ajancingenia)                                 |
|         |                                                           |
| unnamed | \| \| Nemegtomaia \| \| \| \| \| \| Heyuannia \| \| \| \| |
|         | \| \| Nemegtomaia \| \| \| \| \| \| Heyuannia \| \| \| \| |
|         | Nemegtomaia                                               |
|         |                                                           |
|         | Heyuannia                                                 |
|         |                                                           |

|  | Nemegtomaia |
|  |             |
|  | Heyuannia   |
|  |             |

|  | Rinchenia |
|  |           |
|  | Citipati  |
|  |           |

|         | „Ingenia” (=Ajancingenia)                                 |
|         |                                                           |
| unnamed | \| \| Nemegtomaia \| \| \| \| \| \| Heyuannia \| \| \| \| |
|         | \| \| Nemegtomaia \| \| \| \| \| \| Heyuannia \| \| \| \| |
|         | Nemegtomaia                                               |
|         |                                                           |
|         | Heyuannia                                                 |
|         |                                                           |

|  | Nemegtomaia |
|  |             |
|  | Heyuannia   |
|  |             |

|         | „Ingenia” (=Ajancingenia)                                 |
|         |                                                           |
| unnamed | \| \| Nemegtomaia \| \| \| \| \| \| Heyuannia \| \| \| \| |
|         | \| \| Nemegtomaia \| \| \| \| \| \| Heyuannia \| \| \| \| |
|         | Nemegtomaia                                               |
|         |                                                           |
|         | Heyuannia                                                 |
|         |                                                           |

|  | Nemegtomaia |
|  |             |
|  | Heyuannia   |
|  |             |

|         | „Ingenia” (=Ajancingenia)                                 |
|         |                                                           |
| unnamed | \| \| Nemegtomaia \| \| \| \| \| \| Heyuannia \| \| \| \| |
|         | \| \| Nemegtomaia \| \| \| \| \| \| Heyuannia \| \| \| \| |
|         | Nemegtomaia                                               |
|         |                                                           |
|         | Heyuannia                                                 |
|         |                                                           |

|  | Nemegtomaia |
|  |             |
|  | Heyuannia   |
|  |             |

|         | „Ingenia” (=Ajancingenia)                                 |
|         |                                                           |
| unnamed | \| \| Nemegtomaia \| \| \| \| \| \| Heyuannia \| \| \| \| |
|         | \| \| Nemegtomaia \| \| \| \| \| \| Heyuannia \| \| \| \| |
|         | Nemegtomaia                                               |
|         |                                                           |
|         | Heyuannia                                                 |
|         |                                                           |

|  | Nemegtomaia |
|  |             |
|  | Heyuannia   |
|  |             |

|         | „Ingenia” (=Ajancingenia)                                 |
|         |                                                           |
| unnamed | \| \| Nemegtomaia \| \| \| \| \| \| Heyuannia \| \| \| \| |
|         | \| \| Nemegtomaia \| \| \| \| \| \| Heyuannia \| \| \| \| |
|         | Nemegtomaia                                               |
|         |                                                           |
|         | Heyuannia                                                 |
|         |                                                           |

|  | Nemegtomaia |
|  |             |
|  | Heyuannia   |
|  |             |

|         | „Ingenia” (=Ajancingenia)                                 |
|         |                                                           |
| unnamed | \| \| Nemegtomaia \| \| \| \| \| \| Heyuannia \| \| \| \| |
|         | \| \| Nemegtomaia \| \| \| \| \| \| Heyuannia \| \| \| \| |
|         | Nemegtomaia                                               |
|         |                                                           |
|         | Heyuannia                                                 |
|         |                                                           |

|  | Nemegtomaia |
|  |             |
|  | Heyuannia   |
|  |             |

|         | „Ingenia” (=Ajancingenia)                                 |
|         |                                                           |
| unnamed | \| \| Nemegtomaia \| \| \| \| \| \| Heyuannia \| \| \| \| |
|         | \| \| Nemegtomaia \| \| \| \| \| \| Heyuannia \| \| \| \| |
|         | Nemegtomaia                                               |
|         |                                                           |
|         | Heyuannia                                                 |
|         |                                                           |

|  | Nemegtomaia |
|  |             |
|  | Heyuannia   |
|  |             |

|         | „Ingenia” (=Ajancingenia)                                 |
|         |                                                           |
| unnamed | \| \| Nemegtomaia \| \| \| \| \| \| Heyuannia \| \| \| \| |
|         | \| \| Nemegtomaia \| \| \| \| \| \| Heyuannia \| \| \| \| |
|         | Nemegtomaia                                               |
|         |                                                           |
|         | Heyuannia                                                 |
|         |                                                           |

|  | Nemegtomaia |
|  |             |
|  | Heyuannia   |
|  |             |

### Ewolucja

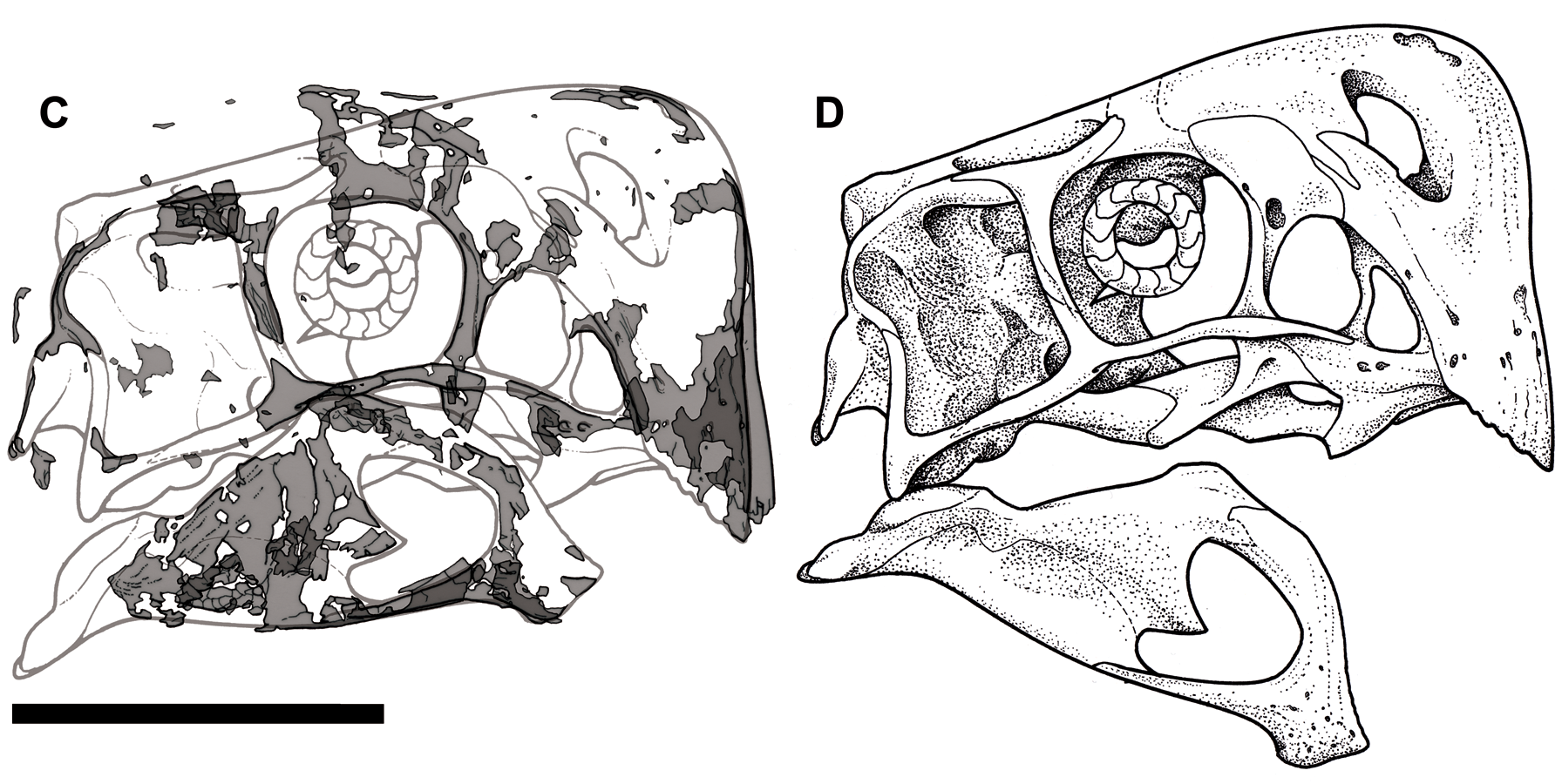
Zachowane szczątki (po lewej) i rekonstrukcja (po prawej) czaszki okazu MPC-D 107/15

Klad Oviraptorosauria uznaje się ogólnie za grupę nieptasich dinozaurów, teropodów, często zwraca się uwagę na ich podobieństwo do ptaków. Skamieniałości owiraptorozaurów z rodziny Caenagnathidae historycznie pomylono z ptasimi, a niektórzy badacze posuwają się aż do uznania owiraptorozaurów za bliżej spokrewnione z ptakami, niż z innymi dinozaurami. W 2002 Lü i inni wykorzystali nienazwaną jeszcze wtedy Nemegtomaia do wykazania podobieństw pomiędzy ptakami i owiraptorozaurami. Doszli do wniosku, że ta ostatnia grupa jest bliższa ptakom, niż przypominającym ptaki dromeozaurom. W związku z powyższym uznali owiraptorozaury za raczej nielotne ptaki, niż nieptasie dinozaury, zwracając też uwagę na wzrastające trudności w postawieniu granicy pomiędzy ptakami a resztą dinozaurów. Inni badacze wprost przeciwnie uznają dromeozaury i troodonty za bliżej spokrewnione z ptakami, tworzące razem z nimi grupę Paraves, na zewnątrz której umieszczają owiraptorozaury, terizinozaury i alwarezaury. Szerszą grupę obejmującą owiraptorozaury i Paraves zwą Pennaraptora, za cechę wyróżniającą grupę uznając obecność określonej budowy piór.
Owiraptorozaury znane są z Azji i Ameryki Północnej (być może również z Afryki Południowej), głównie z osadów datowanych od kampanu do mastrychtu (kreda). Grupa obejmowała zwierzęta od małych do dużych, cechujące się krótkimi czaszkami zaopatrzonymi w dzioby, wydłużonymi palcami i krótkimi ogonami. Bazalni ich przedstawiciele mieli jeszcze zęby, które zanikły u bardziej zaawansowanych ewolucyjnie członków grupy (zaliczanych do nadrodziny Caenagnathoidea, obejmującej rodzinę owiraptorydów). Przynajmniej w części chodzi o roślinożerców, wysiadujących jak ptaki na swych gniazdach. Choć wszystkie pokryte były piórami, wydają się nie mieć zdolności latania. Grzebień na czaszce wyewoluował najpewniej równolegle w różnych liniach. Rodzina Oviraptoridae (do której należy Nemegtomaia) obejmuje niewielkie zauropsydy pochodzące co do jednego z późnokredowej Azji, większość rodzajów z pustyni Gobi na terenie Mongolii bądź Chin. Wliczając Nemegtomaia, przynajmniej 9 rodzajów owiraptorydów odkryto na względnie niewielkim obszarze pustyni Gobi.

## Paleobiologia

### Rozmnażanie

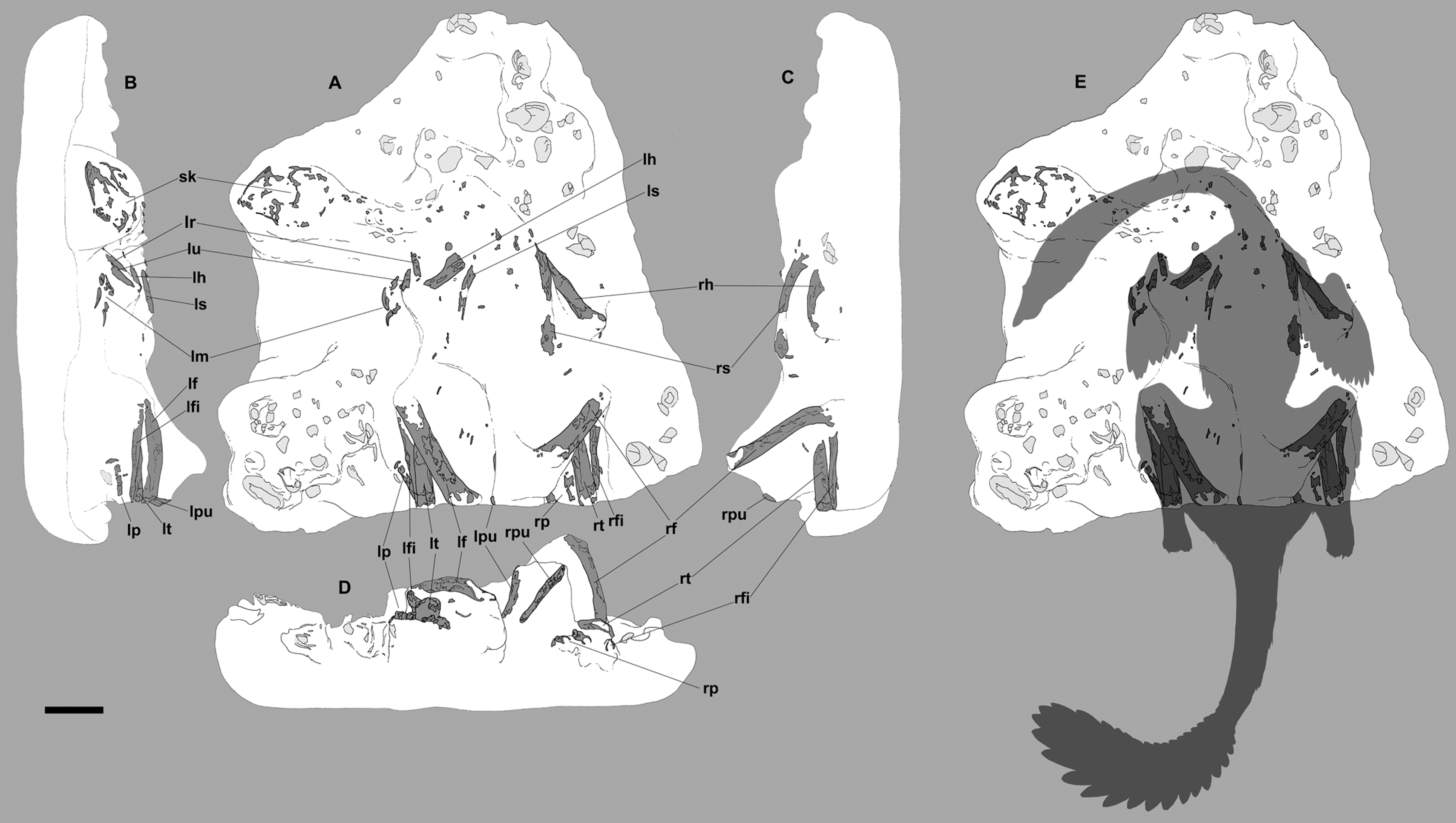
Pozostałości okazu gniazdującego wrysowane w sylwetkę jego ciała

Okaz MPC-D 107/15 znaleziono z gniazdem i jajami. Jego stopy znajdowały się w środku tego, co stanowiło kiedyś prawdopodobnie pierścień jaj, ręce zakrzywiały się na jajach po obu bokach ciała. Pozycja taka przypomina spotykane w innych okazach gniazdujących owiraptorydów. Znaleziona część gniazda mierzy około 90 cm szerokości i 100 cm długości. Szkielet zajmuje górne 25 cm bloku, podczas gdy pozostające 20 cm zajmują potłuczone jaj i skorupy. Nie ma dowodu obecności materiału roślinnego w gnieździe, w przeciwieństwie do fragmentów nieokreślonych kości. Nie zachowały się w gnieździe kompletne jaja ani zarodki, co uniemożliwia ustalenie wielkości, kształtu, liczby i ułożenia jaj w gnieździe. Możliwe, że pierwotnie dwie warstwy jaj leżały pod ciałem rodzica, gdyż jaja nie wydają się zajmować środka gniada. Większość jaj (zidentyfikowano ich 7) i ich fragmentów odkryto w dolnej warstwie gniazda lub pod czaszką, szyją i kończynami osobnika dorosłego, kości spoczywały bezpośrednio na jajach lub 5 mm od ich powierzchni. Położenie szkieletu bezpośrednio na szczycie pokazuje, że gniazdo nie zostało całkowicie pokryte piaskiem. Choć rozmieszczenie jaj nie sugeruje specyficznego ułożenia ich w gnieździe, większość gniazd innych owiraptorydów wykazuje ułożenie jaj w parach w do trzech koncentrycznych okręgach. Jaja MPC-D 107/15 najprawdopodobniej uległy przemieszczeniu podczas pogrzebania bądź przez czynniki zewnętrzne, jak silne wiatry, burze piaskowe lub drapieżniki. Wspiera to pogląd, zgodnie z którym górna warstwa jaj nie została zagrzebana w ziemi, gdyż w pełni zagrzebane jaja miałyby mniejszą skłonność do przemieszczania się na skutek czynników zewnętrznych.

Jaja zachowane wraz z gniazdującym osobnikiem

Jaja owiraptorydów mierzą średnio 17 cm długości. Najbardziej kompletne z jaj znaleziska MPC-D 107/15 szacowane są na od 5 do 6 cm szerokości oraz od 14 do 16 cm długości. Jaja te są prawie identyczne do znajdowanych wcześniej w Mongolii, w związku z czym przypisano je do rodziny jaj Elongatoolithidae. Skorupka jest względnie cienka, między 1 a 1,2 mm, z zewnętrzną powierzchnią pokrytą krawędziami i guzkami wystającymi około 0,3 mm nad powierzchnię. Mikrostruktura skorupki nie mogła zostać porządnie zbadana, jako że kalcyt uległ rekrystalizacji.
Okaz gniazdujący znaleziony został na obszarze wskazującym, że owiraptorydy preferowały gniazdowanie w okolicach strumieni, zapewniających miękkie, piaszczyste podłoże i pokarm w środowiskach suchych. Znaleziono wiele owiraptorydów wysiadujących jaja, co wskazuje, że mogły wysiadywać jaj przez długi okres, podobnie jak współczesne strusie, emu i kanialec ogorzały, wysiadujące powyżej 40 dni przy ograniczonym poborze pokarmu. Gniazdowanie na terenach pustynnych może być szkodliwe dla dorosłych zostających w gnieździe przez znaczną część dnia oraz jaj i piskląt z uwagi na niebezpieczeństwo hipertermii. Wybór miejsca gniazdowania może stanowić mechanizm skutecznej inkubacji przy bardzo ciepłej temperaturze. Zasugerowano także, że ewolucja piór ogonowych u owiraptorozaurów może stanowić adaptację zapewniającą ocienianie i ochronę jaj w gnieździe. Redukcję drugiego palca ingenii w porównaniu z dobrze zbudowanym pierwszym tłumaczyć można zmianą funkcji, może wiązać się ona z obecnością długich piór skrzydła umocowanych na drugim palcu. Pióra te służyły prawdopodobnie do ochrony jaj podczas gniazdowania. Kiedy drugi palec zaczął funkcjonować jako wsparcie dla piór, jego zdolność chwytania uległa zmniejszeniu, funkcję tę przejął pierwszy palec, który uległ wzmocnieniu. Trzeci palec został również zredukowany w wielkości, prawdopodobnie dlatego, że znajdował się za piórami skrzydeł, wobec czego chwytanie nim nie byłoby nieskuteczne.

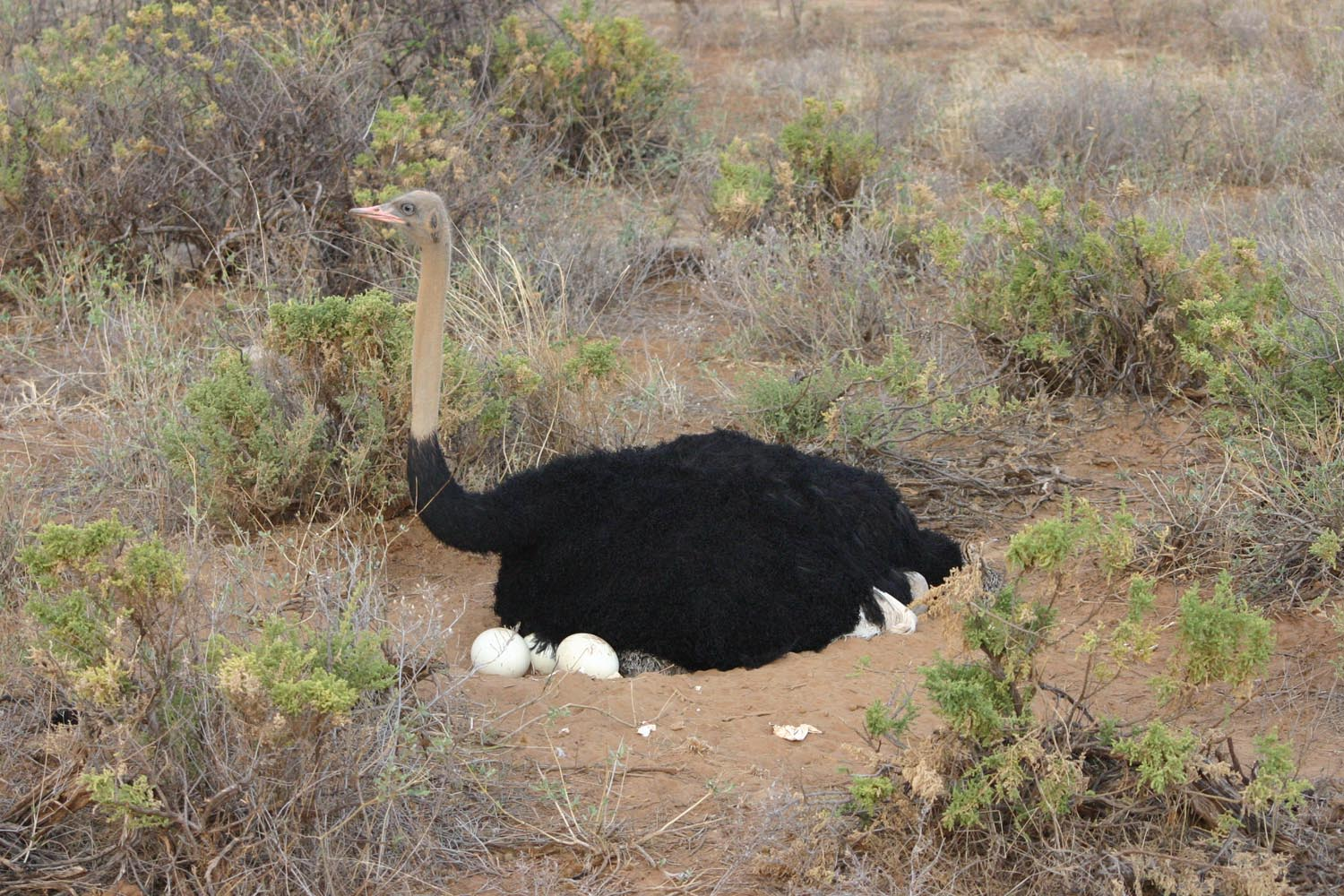
Wysiadywanie jaj przez owiraptorydy mogło przypominać zachowania współczesnych ptaków takich jak strusie, powyżej samiec strusia szaroskórego

Różne badania zasugerowały, że kilka osobników mogło gromadzić jaja w pojedynczym gnieździe, gdzie opiekowałby się nimi jeden, prawdopodobnie samiec. W 2010 David J. Varricchio i inni odkryli, że względnie liczny miot owiraptorydów i troodontów przypomina spotykany u współczesnych archozaurów (ptaków i krokodyli, najbliższych żyjących krewnych opisywanego zwierzęcia), praktykujących rozród poligamiczny i szeroką opiekę samca nad potomstwem (jak to się obserwuje u paleognatycznych). Ten system rozrodu wyprzedza swym powstaniem wyewoluowanie ptaków i byłby dla nich cechą plezjomorficzną, natomiast opieka sprawowana przez obojga rodziców byłaby późniejszym wynalazkiem. Wiele owiraptorozaurów znanych jest z pygostylów na końcu ogonów, co sugeruje obecność pierzastych ogonów. Mogły one służyć w komunikacji wewnątrzgatunkowej, np. w rytualnych zalotach.

### Pożywienie

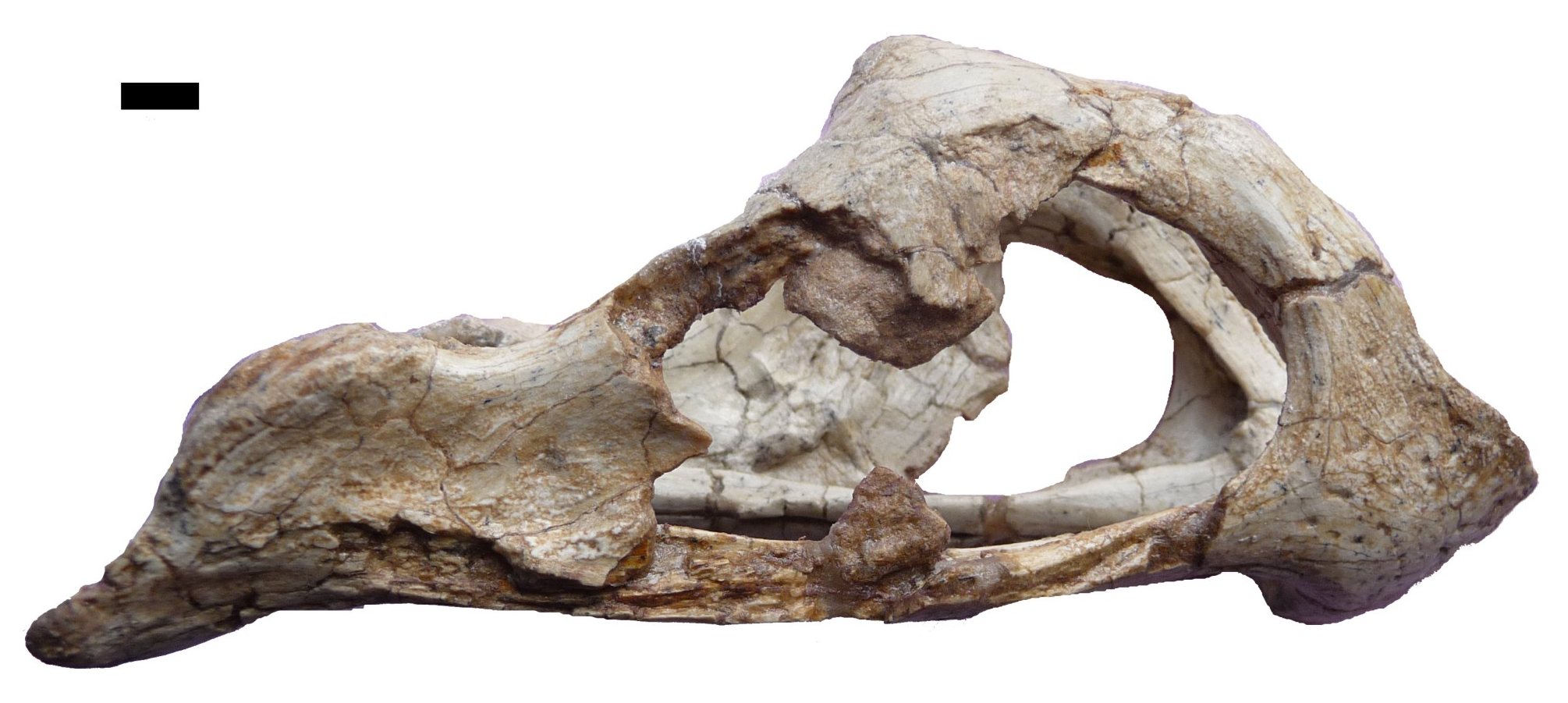
Żuchwa holotypu, po prawej dziób

Dietę owiraptorydów interpretowano różnorodnie, od kiedy Oviraptor został niewinnie posądzony o bycie złodziejem jaj. Sugerowano, że owiraptorozaury jako grupa były roślinożercami, co wspierało istnienie gastrolitów u kaudipteryksa oraz ślady zużycia zębów Incisivosaurus. W 2010 Longrich i współpracownicy odkryli, że szczęka i żuchwa owiraptorydów wykazują cechy podobne do spotykanych u roślinożernych czworonogów, zwłaszcza dicynodontów, wymarłej grupy synapsydów. Owiraptorydy i dicynodonty łączą krótka, głęboka i bezzębna żuchwa, wydłużone spojenie kości zębowej, wydłużone otwory żuchwy, wystająca do dołu część podniebienia. Współczesne zwierzęta o szczękach i żuchwach przypominających owiraptorydzie to papugi i żółwie. Ta druga grupa rozwinęła zębowate wyrostki na kości przedszczękowej. Longrich i inni doszli do wniosku, że ze względu na podobieństwa pomiędzy owiraptorydami i zwierzętami roślinożernymi większość ich diety stanowił pokarm roślinny. Oviraptoridae znajdywano z dużą częstością w formacjach, z których pochodzą. Taki wzorzec częstości występowania dotyczy dinozaurów roślinożernych, liczniejszych od drapieżników, jako że na niższych poziomach troficznych dostępnych jest więcej energii. Aparat gębowy owiratorydów mógł wyspecjalizować się w obróbce żywności takiej, jak roślinność sucholubna, rosnąca w ich środowiskach, ale nie można tego wykazać, gdyż niewiele wiadomo o szacie roślinnej tych obszarów w tamtych czasach. W 2013 Lü i inni odkryli, że Oviraptoridae zdają się utrzymywać podobne proporcje w obrębie kończyn tylnych w trakcie ontogenezy, wzorzec taki również spotyka się dziś wśród roślinożerców.

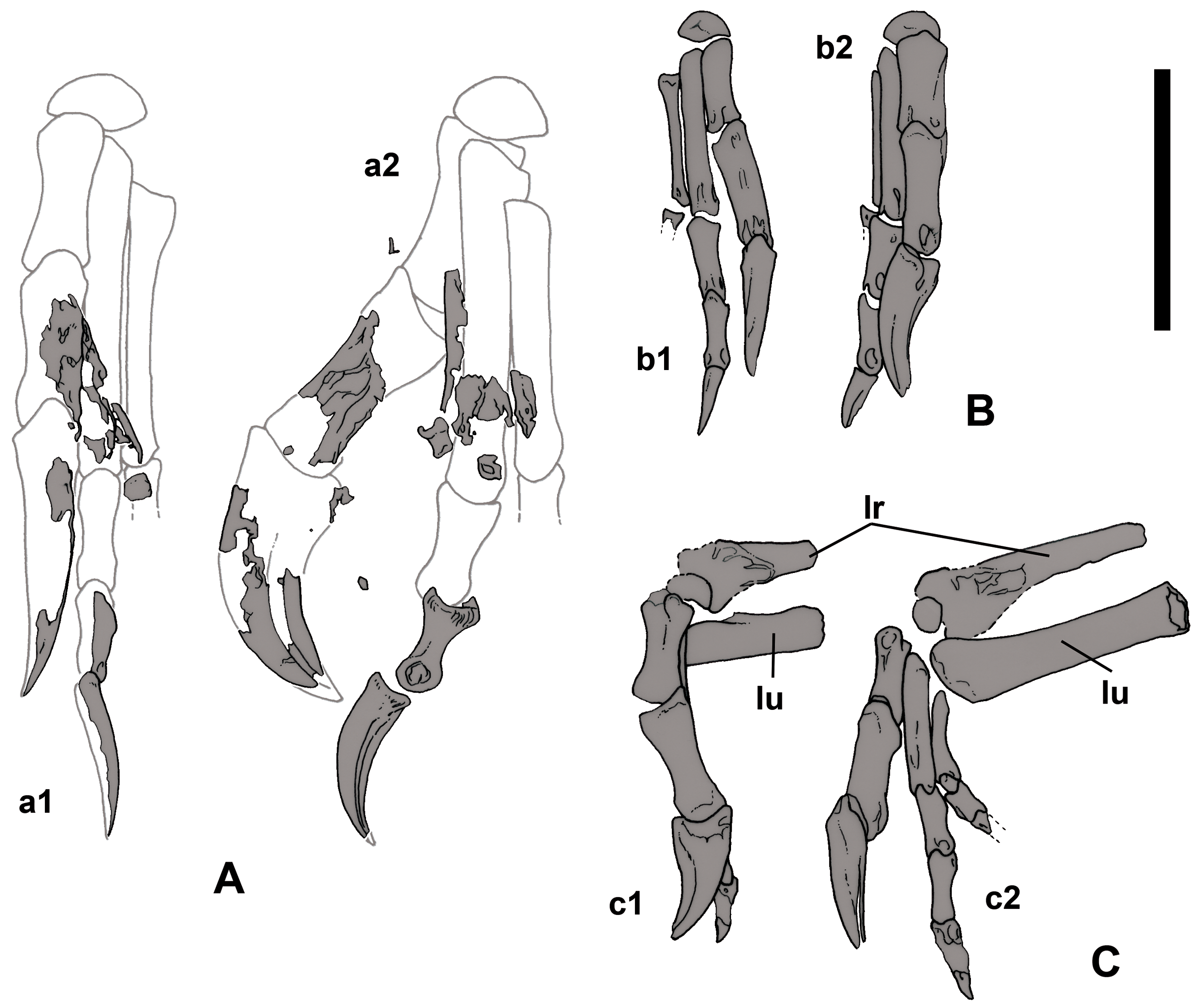
Ręce okazu MPC-D 107/16

W 1977 Barsbold zasugerował, że owiraptorydy żywiły się mięczakami. Jednak Longrich i współpracownicy odrzucili pomysł, jakoby zwierzęta te kruszyły muszle. Zwierzęta pożywające taki pokarm mają zęby o szerokich powierzchniach miażdżących. Kształt kości zębowych owiraptorydów sugeruje natomiast występowanie ostro zakończonego dzioba służącego ścinaniu twardego pokarmu, a nie chrupaniu twardych fragmentów jedzenia, np. w przypadku małży czy jaj. Półka spojenia na przedzie kości zębowych mogła dawać pewną zdolność kruszenia, ale na względnie niewielkim obszarze, nie była to więc główna funkcja aparatu gębowego. Fakt występowania większości owiraptorydów w osadach interpretowanych jako środowiska mniej lub bardziej suche także sprzeciwia się specjalizacji w kierunku jedzenia mięczaków czy jaj, których znalezienie w wystarczającej dla przeżycia ilości w takim środowisku nie wydaje się prawdopodobne.
Longrich et al. zwrócili uwagę na dobrze zbudowane przednie kończyny i powiększony pierwszy palec Ingeniinae, podobnie jak u mrówkojadów i łuskowców. Jednak morfologia szczęki i żuchwy owiraptorydów przeczy owadożerności. Badacze uznają funkcję przednich kończyn za niejasną, sugerując jednak, że służyły drapaniu, rozdzieraniu lub kopaniu, a nie łapaniu zdobyczy.
W 2004 Lü i inni zaproponowali, że staw między kością kwadratową i kwadratowo-jarzmową czaszki Nemegtomaia sugeruje wzajemną ruchomość tych kości, wpływającą na funkcjonowanie szczęki i żuchwy. W 2015 Christophe Hendrickx i współpracownicy uznali za nieprawdopodobne, by Nemegtomaia i inne owiraptorydy cechowały się typową dla ptaków ruchomością czaszki, z powodu nieruchomej kości kwadratowej.

## Paleoekologia

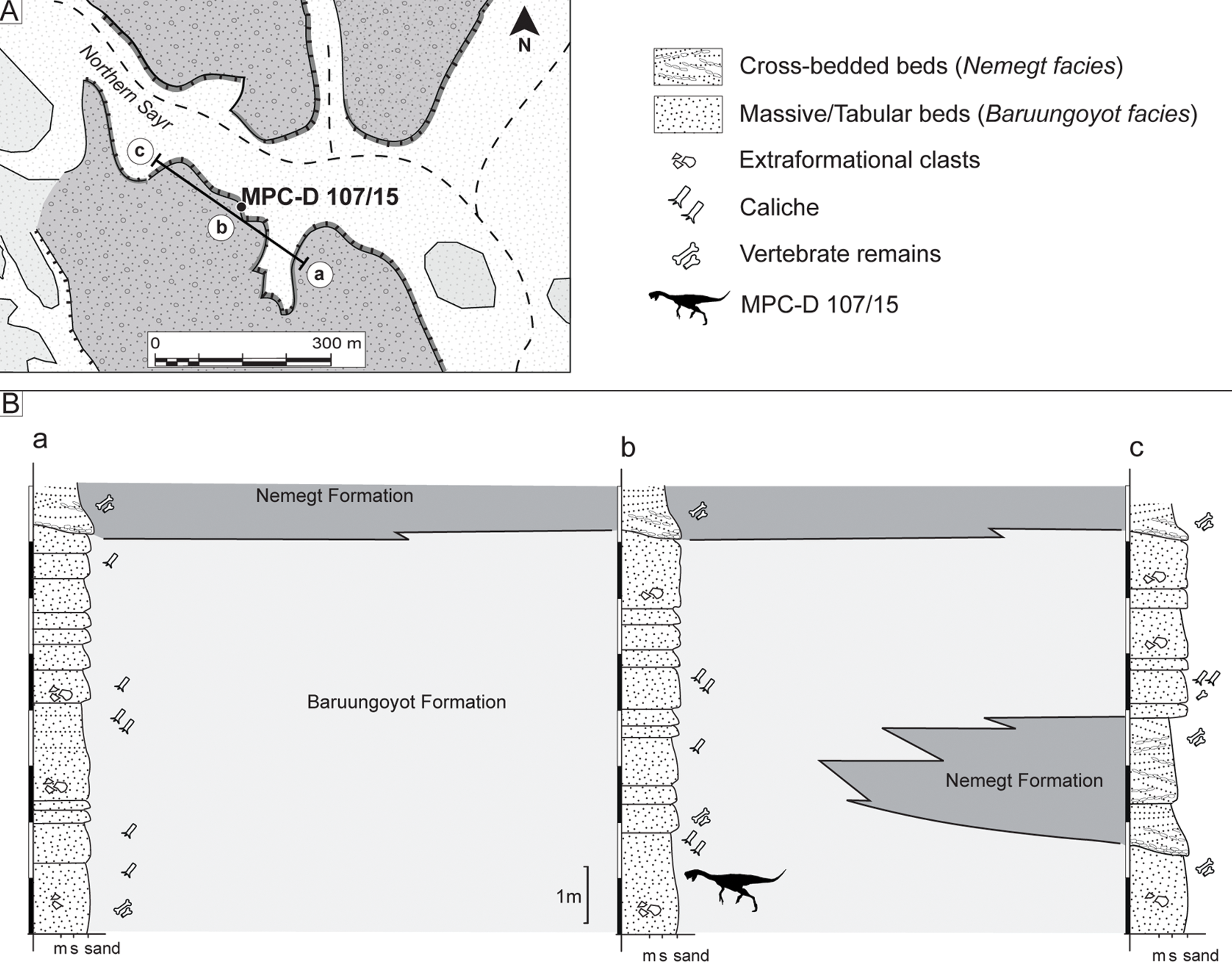
Formacja Barun Goyot i Formacja Nemegt

Nemegtomaia znana jest z formacji Nemegt i Barun Goyot, datowanych na późną kredę (kampan i wczesny mastrycht), około 70 milionów lat temu. Masyw Nemegt obejmuje liczne kaniony i parowy, sięgające 45 m głębokości, gdzie znajdują się najlepsze odsłonięcia wspomnianych formacji. Facje skał formacji Nemegt interpretowane są jako wilgotne, nadrzeczne środowisko, natomiast te z formacji Barun Goyot reprezentują środowiska półsuche lub suche, z warstwowaniem eolicznym. Te dwie formacje z ich zróżnicowanymi skamieniałościami uważano historycznie za pozostałości z różnych czasów, kiedy to istniały różne środowiska. Jednak w 2009 David A. Eberth i inni odkryli, że częściowo nachodzą one na siebie w obszarze przejściowym. Zazębiają się na obszarze grubym na 25 m, co wskazuje, że środowiska z przewagą procesów fluwialnych i eolicznych koegzystowały ze sobą w czasie tworzenia się osadów.
Środowisko formacji Nemegt porównywani do delty Okawango w dzisiejszej Botswanie. Siedliska w i wokół rzek Nemegt zapewniały byt szerokiej gamie organizmów. Zwierzęta wodne obejmowały mięczaki, ryby, żółwie, krokodylomorfy, jak Shamosuchus. Znaleziono tam skamieliny ssaków takich jak wieloguzkowce, i ptaków: Gurilynia, Judinornis i Teviornis. Do roślinożernych nieptasich dinozaurów formacji Nemegt zaliczają się ankylozaurydy takie jak Tarchia, pachycefalozaur prenocefal, hadrozaurydy zaurolof i Barsboldia, zauropody jak nemegtozaur czy opistocelikaudia. Do teropodów prócz ptaków i owiraptorozaurów zaliczają się tyranozauroidy reprezentowane przez tarbozaura, aliorama i Bagaraatan, troodonty takie jak borogowia, tochizaur i zaurornitoid, terizinozaury reprezentowane przez terizinozaura oraz ornitomimozaury, których przedstawicielami są deinocheir, anserimim i gallimim. Oprócz Nemegtomaia owiraptorozaury tej formacji obejmują bazalnego awimima, owiraptorydy Rinchenia, Nomingia i Ajancingenia oraz cenagnatyda elmizaura. Dodatkowo konchoraptor znany jest z formacji Barun Goyot. Formacja Nemegt jest unikalna dzięki obecności owiraptorydów i cenagnatydów, a w 1993 Phillip J. Currie i inni zasugerowali, że różnorodność ta wynikała z odmiennych preferencji środowiskowych dwóch grup obecnych na tym samym obszarze. W 2016 Takanobu Tsuihiji i współpracownicy w oparciu o typ formacji otaczających znajdowane szczątki zasugerowali, że owiraptorydy preferowały suchsze środowiska, podczas gdy cenagnatydy wolały środowiska rzeczne.

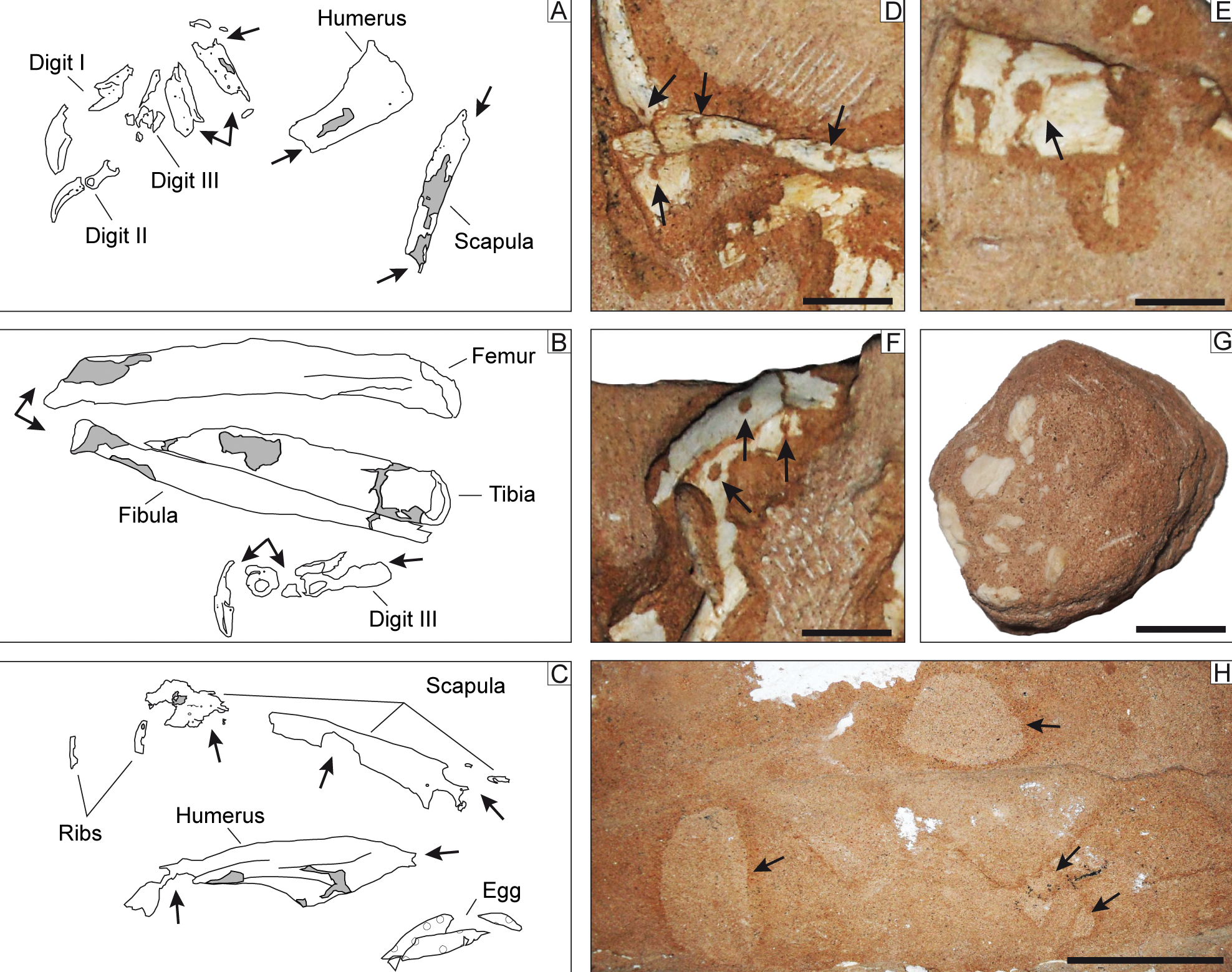
Ślady żerowania chrząszczy na okazie gniazdującym

Gniazdujący okaz MPC-D 107/15 dostarczył dużej ilości informacji na temat procesów tafonomicznych formacji Barun Goyot. Okaz zachował się w facji uważanej za osady odłożone podczas burzy piaskowej bądź przemieszczania się wydmy. Nie wydaje się przetransportowany pośmiertnie, choć ciało zostało nieco przesunięte w prawo, co wskazuje, że osady, wśród których spoczęło zwierzę, przemieściły się z jego lewej strony. Szyja wygięła się w lewo, lewa ręka odchyliła się w tył, a nogi wygięły w pozycję kucającą. Kręgosłup, szyja i biodra uległy uszkodzeniu, a duża część uszkodzeń szkieletu wiązana jest z działalnością bezkręgowców. Wiercenia w kościach, jamki i przemieszczone osady (być może wywołane budową jam poczwarek) wskazują na żerowanie na zwłokach kolonii chrząszczy Dermestidae, a być może i innych owadów padlinożernych. Pozostawiły wiele śladów odżywiania się w stawach szkieletu i prawie wszystkie powierzchnie stawowe zostały zatarte. Wykonały także tunele w gnieździe poniżej głowy i szyi, a w częściach gniazda tak zmodyfikowanych nie znaleziono śladów jaj. Współczesne chrząszcze Dermestidae żywią się głównie tkanką mięśniową, ale nie na zwłokach wilgotnych. Szybkie pogrzebanie ciała chroni przed ich aktywnością. Sądzi się wobec tego, że MPC-D 107/15 został początkowo jedynie częściowo przykryty ziemią, górna część jego ciała wystawała odkryta na działanie rozwijającej się kolonii chrząszczy. Pewne uszkodzenia szkieletu (zwłaszcza kręgosłupa) mogły także zostać spowodowane przez małe ssaki.